# 伊科諾米 (阿肯色州)
伊科諾米（英語：Economy）是位於美國阿肯色州波普縣的一個非建制地區。該地的面積和人口皆未知。

## 地理
伊科諾米的座標為35°18′00″N 92°53′35″W / 35.30000°N 92.89306°W，而該地的平均海拔高度為102米（即335英尺）。